# Teagan Sirset
Teagan Kayleigh Sirset (* 27. August 1998 in Torrance, Kalifornien) ist eine US-amerikanische Schauspielerin.

## Leben
Sirset wurde am 27. August 1998 in Torrance geboren. 2016 machte sie ihren Abschluss an der Orange County School of the Arts. Zuvor sammelte sie bereits erste Erfahrungen am Musical Theatre Conservatory und am Acting Conservatory. 2014 gab sie im Film Designer Pups in eine der Hauptrollen als Stacy ihr Filmschauspieldebüt. Im Folgejahr hatte sie im Film God’s Club eine Nebenrolle inne. Es folgten in den nächsten Jahren Besetzungen in den Fernsehserien School of Rock, Algorhythm und Notorious sowie Filmrollen im Kurzfilm Step Motion Step und den Spielfilmen Within und Evil Nanny. Im selben Jahr war sie außerdem in der Rolle der Lily-Anne in insgesamt zehn Episoden der Fernsehserie Up for Adoption zu sehen. 2017 folgten Engagements im Kurzfilm Perfection, in der Fernsehserie Stop the Bleeding! sowie in einer Episode der Fernsehdokuserie Corrupt Crimes, ehe sie 2018 im Actionfilm Attack from the Atlantic Rim 2 – Metal vs. Monster die Rolle der Samantha übernahm. Zuletzt war sie 2020 in der Nebenrolle der Amber im Film Natural Disasters zu sehen.

## Filmografie (Auswahl)
- 2014: Designer Pups
- 2015: God’s Club
- 2016: School of Rock (Fernsehserie, Episode 1x12)
- 2016: Algorhythm (Miniserie, 2 Episoden)
- 2016: Step Motion Step (Kurzfilm)
- 2016: Within
- 2016: Notorious (Fernsehserie, Episode 1x06)
- 2016: Evil Nanny (Fernsehfilm)
- 2016: Up for Adoption (Fernsehserie, 10 Episoden)
- 2017: Perfection (Michael’s Story) (Kurzfilm)
- 2017: Stop the Bleeding! (Fernsehserie, 2 Episoden)
- 2017: Corrupt Crimes (Fernsehdokuserie, Episode 2x42)
- 2018: Attack from the Atlantic Rim 2 – Metal vs. Monster (Atlantic Rim: Resurrection)
- 2020: Natural Disasters